# Ампио
Ампио (итал. Ampio) је насеље у Италији у округу Гросето, региону Тоскана.
Према процени из 2011. у насељу је живело 56 становника. Насеље се налази на надморској висини од 51 м.